# Richard Heidrich
Richard Heidrich, född 27 juli 1896 i Sachsen, död 22 december 1947 i Hamburg, var en tysk general under andra världskriget. Bland de utmärkelser som han tilldelades under sin karriär fanns Riddarkorset av Järnkorset med eklöv och svärd.

## Biografi
Richard Heidrich föddes 1896 i staden Lawalde i kungariket Sachsen. Efter första världskrigets utbrott 1914, anmälde sig Heidrich som frivillig till den tyska krigsmakten och tilldelades Järnkorset. Under mellankrigstiden stannade han kvar i armén, där han höll ett flertal poster vid infanteriet. 1939 inträdde han i det nybildade Luftwaffe och tjänstgjorde vid staben till 7. flieger-Division.
Vid krigsutbrottet 1939 inträdde han åter i armén och ledde det 514:e infanteriregementet under slaget om Frankrike 1940. I juni samma år återinträdde han i flygvapnet och fick befälet över 3. fallschirmjäger-Division och ledde denna under anfallet mot Kreta 1941. I november 1942 förflyttades han till 1. fallschirmjäger-Division på östfronten. I juli följande år förflyttades förbandet till Sicilien för att hejda den amerikansk-brittiska offensiven mot ön. Heidrichs division deltog senare i försvaret av det italienska fastlandet och var inblandad i hårda strider vid Monte Cassino och Anzio-Neptuno. Efter att erhållit befälet över den 1:a fallskärmsjägarkåren ledde han dess framgångsrika reträtt norrut.
Den 2 maj 1945 tillfångatogs Heidrich av amerikanska trupper och fördes sedan över till brittisk krigsfångenskap. Han avled den 22 december 1947 i Hamburg-Bergedorf.

## Befordringshistorik
| Datum            | Tjänstegrad      |
| ---------------- | ---------------- |
| 17 november 1914 | Vicekorpral      |
| 18 maj 1915      | Officersaspirant |
| 14 juli 1915     | Kadett           |
| 20 augusti 1915  | Fänrik           |
| 31 juli 1925     | Löjtnant         |
| 1 februari 1931  | Kapten           |
| 18 januari 1936  | Major            |
| 1 januari 1939   | Överstelöjtnant  |
| 4 juli 1940      | Överste          |
| 4 augusti 1942   | Generalmajor     |
| 1 juli 1943      | Generallöjtnant  |
| 31 oktober 1944  | General          |

## Utmärkelser
- Järnkorset (1914) 
  - Andra klassen
  - Första klassen
- Såradmärket i svart
- Fallskärmsjägarmärket (Heer)
- Tilläggsspänne till Järnkorset: 1939
  - Andra klassen: 25 maj 1941
  - Första klassen: 25 maj 1941
- Tyska korset i guld: 31 mars 1942
- Riddarkorset av Järnkorset med eklöv och svärd
- Fallskärmsjägarmärket (Luftwaffe)
- Omnämnd fyra gånger i Wehrmachtbericht den 9 juni 1941, 24 december 1943, 25 mars 1944 och 29 juni 1944.
- Ärmelband Kreta

### Webbkällor
- Richard Heidrich
- Special Camp 11 – Richard Heidrich